# Cortsch
Cortsch, auch Conge, Corge, Carge oder Coden, war ein Maß für zählbare Güter. Auch ähnliche  Schreibweisen  sind bekannt und so war gleichbedeutet das Kudi, Coodee, Korjee, Kohrdsch, Kordscha. Die Bezeichnungen entsprachen dem Ballen. Ein Stück war der Cal.

## Textilhandel
Das Maß galt in Bombay, auf Sumatra und anderen ostindischen Inseln. Zählbare Waren wurden in Einheiten zu 20 Stück genommen. Zum Beispiel
- 1 Kohrdsch = 20 Tücher[3]

Man unterteilte diese Stückzahl in 4 Göndas/Gunda mit je 5 Stück. Hierunter fielen Waren der Textilmanufakturen, wie Baumwollerzeugnisse. Auch für andere Güter, wie  rohe und gegerbte Häute, in Kalkutta für seidene Tücher und ungegerbte Häute wurde das Stückmaß verwendet. Beim Tabak wurde eine Ausnahme gemacht und auf Sumatra waren es sogenannte 40 Körbe/Körbi, die man unter dem Maß verstand.

## Allgemeiner Gebrauch
Cortsch, Corge, auch Courge, Corsen, Corgen oder Korsch, sind  weitere Schreibweisen des Stückmaßes.
Als Corge war es ein englisches Maß und bedeutet ebenfalls Ballen. Das Maß galt ab 1819 auch in Singapur (Gründungsjahr der engl. Handelsniederlassung in Singapur). In Ost-Indien (Bombay) wurde das Maß mit Conge bezeichnet, was dem Maß im Fischhandel, Tuch- und Leinenhandel (s. o.), Holz-, Rauchwaren- und Lederhandel Stiege (20 Stück) entspricht. Während Conge mehr im Einzelhandel verwendet wurde, war Corge mehr dem Großhandel vorbehalten.
- 1 Corge = 20 Stück